# Coquimbo
Coquimbo este un oraș cu 163.036 locuitori (2002) din Provincia Elqui în regiunea Coquimbo, Chile. 
Suprafața totală este de 1.429,3 km². Este situată la 10 km de orașul La Serena.